# فیرزباخ
فیرزباخ (به آلمانی: Fiersbach) یک شهر در آلمان است که در راینلاند-فالتس واقع شده‌است.

## خصوصیات
فیرزباخ ۲۸۷ نفر جمعیت دارد.